# Blurred Lines
Blurred Lines (englisch für „verschwommene Linien“) ist ein Lied des US-amerikanischen R&B-Sängers Robin Thicke, zusammen mit dem Rapper T.I. sowie dem Sänger Pharrell Williams. Es wurde am 15. März 2013 veröffentlicht und erreichte in verschiedenen Ländern, darunter Deutschland und die USA, den ersten Platz der Charts. Blurred Lines wurde von Pharrell Williams produziert und von ihm zusammen mit Thicke und T.I. geschrieben. Am 10. März 2015 entschied ein Gericht, dass Teile des Titels ein Plagiat des Titels „Got to Give It Up“ von Marvin Gaye (1977) sind und sprach den Erben eine Entschädigungszahlung von 7,4 Millionen Dollar zu.

## Musikvideo
Das Musikvideo zu Blurred Lines wurde am 20. März 2013 veröffentlicht. Regie führte die Musikvideoregisseurin Diane Martel. Martel ließ Robin Thicke, T.I. und Pharrell in Anzügen gekleidet herumstehen und die drei Models Emily Ratajkowski, Jessi M’Bengue und Elle Evans interesselos vor ihnen auf- und abrennen. Im Hintergrund sind zweimal silberne Luftballons zu sehen, die den Satz „Robin Thicke has a big dick“ (= „Robin Thicke hat einen großen Schwanz“) formen. In einer Szene wird auch ein Schaf herumgetragen. An mehreren Stellen sind die Hashtags #THICKE und #BLURREDLINES bildschirmfüllend zu sehen. Es existieren zwei Versionen des Videos, in der ersten erscheinen die Models oben ohne und mit Strings bekleidet, in der zweiten Version tragen sie Tops und Slips bzw. Hot Pants. Die unbekleidete Version wurde von YouTube gesperrt, ist aber inzwischen wieder aufrufbar.
Eine veränderte Version des Videos wurde für einen Werbespot des Unternehmens Beats by Dr. Dre verwendet.

## Kritiken
Der Songtext und das zugehörige Musikvideo wurden von einer gemeinnützigen Organisation gegen sexuelle Gewalt und Online-Kommentatoren dafür kritisiert, sexuelle Gewalt zu verharmlosen, Frauen zu Sexualobjekten zu reduzieren und Vergewaltigungsmythen zu bestärken. Gefragt wurde zum Beispiel, ob die Mitwirkenden der Produktion sich im Wissen um die mediale Skandalwirkung selbst inszenieren und ob Thicke damit bewusst einen Trend bediene. Insgesamt wurden in der Debatte weniger unmittelbare Bedenken an den Intentionen der Produktion geäußert und häufiger ihre gesellschaftlichen Implikationen und Wirkungen thematisiert. Thicke selbst wies die Vorwürfe der Huffington Post zufolge zurück und sprach dem Titel sogar feministische Züge zu. Zu den Kritikern des Musikvideos gehörte auch der Sänger Aloe Blacc. Auch die musikalischen Kritiken sind in ihrer Wertung breit gefächert.

## Kommerzieller Erfolg

### Chartplatzierungen
Im Juni 2013 erreichte Blurred Lines Platz eins in den deutschen Charts und konnte sich 55 Wochen in den Top 100 halten, womit es zu den am längsten platzierten Singles zählt. 2018 wurde die Single in Deutschland mit einer Diamantenen Schallplatte für über eine Million verkaufte Exemplare ausgezeichnet. Blurred Lines zählt damit zu den meistverkauften Singles in Deutschland. Der Song erreichte in zahlreichen weiteren Ländern die Spitzenposition in den Singlecharts, unter anderem in Australien, Belgien, Brasilien, Chile, Frankreich, Irland, Israel, Kanada, Luxemburg, Mexiko, Neuseeland, Niederlanden, Polen, Portugal, Schottland, Spanien und Ungarn. Der Song war in mehr als 65 Ländern der Welt auf der Spitze der Singlecharts.
| ChartsChartplatzierungen       | Höchstplatzierung | Wochen |
| ------------------------------ | ----------------- | ------ |
| Deutschland (GfK)              | 1 (55 Wo.)        | 55     |
| Österreich (Ö3)                | 1 (42 Wo.)        | 42     |
| Schweiz (IFPI)                 | 1 (47 Wo.)        | 47     |
| Vereinigte Staaten (Billboard) | 1 (48 Wo.)        | 48     |
| Vereinigtes Königreich (OCC)   | 1 (48 Wo.)        | 48     |

| ChartsJahrescharts (2013)      | Platzierung |
| ------------------------------ | ----------- |
| Deutschland (GfK)              | 2           |
| Österreich (Ö3)                | 2           |
| Schweiz (IFPI)                 | 2           |
| Vereinigte Staaten (Billboard) | 2           |
| Vereinigtes Königreich (OCC)   | 1           |

| ChartsJahrescharts (2014)      | Platzierung |
| ------------------------------ | ----------- |
| Vereinigte Staaten (Billboard) | 83          |

| ChartsJahrescharts (2010–2019) | Platzierung |
| ------------------------------ | ----------- |
| Österreich (Ö3)                | 66          |
| Vereinigte Staaten (Billboard) | 14          |
| Vereinigtes Königreich (OCC)   | 32          |

### Auszeichnungen für Musikverkäufe
Blurred Lines wurde weltweit mit 52× Platin und 2× Diamant ausgezeichnet. Damit wurden laut Auszeichnungen über 15,9 Millionen Einheiten der Single verkauft (inklusive Premium-Streaming).

| Land/Region                  | Auszeichnungen für Musikverkäufe (Land/Region, Auszeichnung, Verkäufe) | Verkäufe   |
| ---------------------------- | ---------------------------------------------------------------------- | ---------- |
| Australien (ARIA)            | 9× Platin                                                              | 630.000    |
| Belgien (BRMA)               | Platin                                                                 | 30.000     |
| Brasilien (PMB)              | 3× Platin                                                              | 180.000    |
| Dänemark (IFPI)              | Platin                                                                 | 30.000     |
| Deutschland (BVMI)           | 4× Platin                                                              | 1.200.000  |
| Finnland (IFPI)              | —                                                                      | 18.590     |
| Frankreich (SNEP)            | Diamant                                                                | 292.500    |
| Italien (FIMI)               | 4× Platin                                                              | 120.000    |
| Kanada (MC)                  | 9× Platin                                                              | 720.000    |
| Mexiko (AMPROFON)            | 3× Platin                                                              | 120.000    |
| Neuseeland (RMNZ)            | 6× Platin                                                              | 90.000     |
| Norwegen (IFPI)              | 2× Platin                                                              | 20.000     |
| Österreich (IFPI)            | Platin                                                                 | 30.000     |
| Schweden (IFPI)              | 2× Platin                                                              | 80.000     |
| Schweiz (IFPI)               | 3× Platin                                                              | 90.000     |
| Spanien (Promusicae)         | Platin                                                                 | 60.000     |
| Vereinigte Staaten (RIAA)    | Diamant                                                                | 10.000.000 |
| Vereinigtes Königreich (BPI) | 4× Platin                                                              | 2.400.000  |
| Insgesamt                    | 53× Platin · 2× Diamant ·                                              | 15.991.090 |

Hauptartikel: Pharrell Williams/Auszeichnungen für Musikverkäufe